# Campeonato de Primera B 2023 (Argentina)
El Campeonato de Primera B 2023, oficialmente Campeonato de Primera División B 2023, fue la nonagésima segunda edición de la Primera B, tercera categoría del fútbol argentino en el orden de los clubes directamente afiliados a la AFA.
Los nuevos participantes fueron Argentino de Merlo, campeón de la Primera C 2022, que hizo su debut en el torneo, y Sacachispas, descendido de la Primera Nacional 2022.
El campeón fue Talleres, de Remedios de Escalada, que obtuvo el ascenso a la Primera Nacional. Además, San Miguel (ganador el torneo reducido) consiguió el segundo ascenso, al vencer en un partido de repechaje a Douglas Haig, perdedor de la final del Torneo Federal A 2023.

## Ascensos y descensos
| Pos. | Descendido de la Primera B 2022 |
| ---- | ------------------------------- |
| 17.° | J. J. de Urquiza                |

| Pos.    | Ascendido de la Primera C 2022 |
| ------- | ------------------------------ |
| Campeón | Argentino de Merlo             |

| Pos.    | Ascendido a la Primera Nacional 2023 |
| ------- | ------------------------------------ |
| Campeón | Defensores Unidos                    |

| Pos. | Descendido de la Primera Nacional 2022 |
| ---- | -------------------------------------- |
| 37.° | Sacachispas                            |

## Equipos participantes
| Equipo               | Localidad            | Estadio                   | Capacidad |
| -------------------- | -------------------- | ------------------------- | --------- |
| Acassuso             | Boulogne             | La Quema                  | 800       |
| Argentino de Merlo   | Merlo                | Juan Carlos Brieva        | 11000     |
| Argentino de Quilmes | Quilmes              | Argentino de Quilmes      | 7000      |
| Cañuelas             | Cañuelas             | Jorge Alfredo Arín        | 1500      |
| Colegiales           | Munro                | Libertarios Unidos        | 6500      |
| Comunicaciones       | Buenos Aires         | Alfredo Ramos             | 3500      |
| Deportivo Armenio    | Ingeniero Maschwitz  | Armenia                   | 10 500    |
| Deportivo Merlo      | Parque San Martín    | José Manuel Moreno        | 10 000    |
| Dock Sud             | Dock Sud             | De Los Inmigrantes        | 9000      |
| Fénix                | Buenos Aires         | No posee                  | -         |
| Ituzaingó            | Ituzaingó            | Carlos Sacaan             | 3500      |
| Los Andes            | Lomas de Zamora      | Eduardo Gallardón         | 38 000    |
| Sacachispas          | Buenos Aires         | Beto Larrosa              | 4000      |
| San Miguel           | Los Polvorines       | Malvinas Argentinas       | 6800      |
| Talleres             | Remedios de Escalada | Pablo Comelli             | 15 000    |
| UAI Urquiza          | Villa Lynch          | Monumental de Villa Lynch | 1000      |
| Villa San Carlos     | Berisso              | Genacio Sálice            | 4000      |

| 1. 2. |

### Distribución geográfica de los equipos
| Región                                   | Cant. | Equipos |
| ---------------------------------------- | ----- | --- |
| Conurbano bonaerense                     | 12    | Acassuso, Argentino de Merlo, Argentino de Quilmes, Colegiales, Deportivo Armenio, Deportivo Merlo, Dock Sud, Ituzaingó, Los Andes, San Miguel, Talleres (RdE) y UAI Urquiza |
| Ciudad de Buenos Aires                   | 3     | Comunicaciones, Fénix y Sacachispas |
| Interior de la provincia de Buenos Aires | 1     | Cañuelas |
| Gran La Plata                            | 1     | Villa San Carlos |

## Formato

### Ascenso
Los diecisiete participantes se enfrentaron en dos ruedas por el sistema de todos contra todos. Ambas constituyeron dos torneos separados, llamados Apertura y Clausura. Al ser equipos distintos los ganadores de cada uno de ellos, disputaron una final que consagró al campeón, que obtuvo el ascenso  a la Primera Nacional. Asimismo, se jugó un torneo reducido, disputado por los seis equipos mejor posicionados en la tabla general, excluyendo al campeón, y el perdedor de la final. El ganador de ese minitorneo jugará un partido único contra el perdedor de la final de la fase eliminatoria del Torneo Federal A 2023, para definir un tercer ascenso.

### Descensos
El equipo que ocupó el último puesto de la tabla general acumulada de los dos torneos descendió a la Primera C.

### Clasificación a la Copa Argentina 2024
El campeón del torneo y los cuatro mejores de la Tabla general de posiciones participarán de los Treintaidosavos de final de la Copa Argentina 2024.

## Torneo Apertura

### Tabla de posiciones final
| Pos. | Equipo               | Pts. | PJ | PG | PE | PP | GF | GC | Dif. |
| ---- | -------------------- | ---- | -- | -- | -- | -- | -- | -- | ---- |
| 1.º  | San Miguel           | 30   | 16 | 8  | 6  | 2  | 20 | 10 | 10   |
| 2.º  | Dock Sud             | 28   | 16 | 8  | 4  | 4  | 25 | 19 | 6    |
| 3.º  | Comunicaciones       | 27   | 16 | 7  | 6  | 3  | 19 | 17 | 2    |
| 4.º  | Argentino de Merlo   | 24   | 16 | 7  | 3  | 6  | 19 | 10 | 9    |
| 4.º  | Los Andes            | 24   | 16 | 6  | 6  | 4  | 19 | 10 | 9    |
| 6.º  | Acassuso             | 24   | 16 | 5  | 9  | 2  | 14 | 11 | 3    |
| 7.º  | Sacachispas          | 23   | 16 | 6  | 5  | 5  | 14 | 13 | 1    |
| 8.º  | Villa San Carlos     | 22   | 16 | 5  | 7  | 4  | 21 | 17 | 4    |
| 9.º  | Deportivo Armenio    | 21   | 16 | 4  | 9  | 3  | 18 | 16 | 2    |
| 10.º | Talleres (RdE)       | 21   | 16 | 5  | 6  | 5  | 13 | 13 | 0    |
| 11.º | Fénix                | 21   | 16 | 6  | 3  | 7  | 14 | 16 | −2   |
| 12.º | Argentino de Quilmes | 19   | 16 | 5  | 4  | 7  | 12 | 18 | −6   |
| 13.º | UAI Urquiza          | 17   | 16 | 4  | 5  | 7  | 16 | 18 | −2   |
| 14.º | Ituzaingó            | 17   | 16 | 4  | 5  | 7  | 11 | 15 | −4   |
| 15.º | Cañuelas             | 16   | 16 | 3  | 7  | 6  | 12 | 20 | −8   |
| 16.º | Colegiales           | 15   | 16 | 4  | 3  | 9  | 13 | 21 | −8   |
| 17.º | Deportivo Merlo      | 13   | 16 | 3  | 4  | 9  | 12 | 28 | −16  |

|  | Ganador. Clasificó a la final. |

#### Evolución de las posiciones
| Equipo / Fecha       | 1    | 2    | 3    | 4    | 5    | 6    | 7    | 8    | 9    | 10   | 11   | 12   | 13   | 14   | 15   | 16   | 17   |
| -------------------- | ---- | ---- | ---- | ---- | ---- | ---- | ---- | ---- | ---- | ---- | ---- | ---- | ---- | ---- | ---- | ---- | ---- |
| Acassuso             | 7.º  | 5.º  | 4.º  | 8.º  | 8.º  | 6.º  | 6.º  | 9.º  | 9.º  | 8.º  | 7.º  | 8.º  | 9.º  | 6.º  | 5.º  | 6.º  | 6.º  |
| Argentino de Merlo   | 2.º  | 2.º  | 6.º  | 5.º  | 2.º  | 4.º  | 3.º  | 3.º  | 2.º  | 4.º  | 5.º  | 7.º  | 8.º  | 5.º  | 6.º  | 4.º  | 4.º  |
| Argentino de Quilmes | 7.º  | 12.º | 15.º | 16.º | 13.º | 11.º | 12.º | 12.º | 16.º | 12.º | 13.º | 10.º | 10.º | 11.º | 10.º | 12.º | 12.º |
| Cañuelas             | 6.º  | 11.º | 14.º | 12.º | 15.º | 15.º | 16.º | 17.º | 17.º | 17.º | 14.º | 15.º | 16.º | 16.º | 14.º | 15.º | 15.º |
| Colegiales           | 16.º | 17.º | 13.º | 14.º | 10.º | 7.º  | 8.º  | 10.º | 11.º | 11.º | 11.º | 14.º | 15.º | 10.º | 13.º | 14.º | 16.º |
| Comunicaciones       | -    | 10.º | 9.º  | 6.º  | 4.º  | 5.º  | 4.º  | 5.º  | 5.º  | 3.º  | 2.º  | 1.º  | 1.º  | 1.º  | 3.º  | 2.º  | 3.º  |
| Deportivo Armenio    | 15.º | 13.º | 10.º | 11.º | 12.º | 14.º | 13.º | 14.º | 12.º | 13.º | 12.º | 11.º | 11.º | 12.º | 11.º | 8.º  | 9.º  |
| Deportivo Merlo      | 14.º | 9.º  | 7.º  | 9.º  | 11.º | 13.º | 14.º | 13.º | 10.º | 14.º | 15.º | 16.º | 17.º | 17.º | 17.º | 17.º | 17.º |
| Dock Sud             | 1.º  | 8.º  | 3.º  | 2.º  | 3.º  | 1.º  | 2.º  | 2.º  | 4.º  | 5.º  | 4.º  | 5.º  | 5.º  | 4.º  | 2.º  | 3.º  | 2.º  |
| Fénix                | 12.º | 14.º | 17.º | 17.º | 17.º | 17.º | 17.º | 16.º | 15.º | 15.º | 16.º | 17.º | 14.º | 13.º | 12.º | 11.º | 11.º |
| Ituzaingó            | 13.º | 14.º | 16.º | 15.º | 16.º | 16.º | 15.º | 15.º | 14.º | 16.º | 17.º | 13.º | 13.º | 15.º | 15.º | 13.º | 14.º |
| Los Andes            | 9.º  | 4.º  | 2.º  | 3.º  | 5.º  | 2.º  | 1.º  | 1.º  | 1.º  | 1.º  | 3.º  | 3.º  | 2.º  | 3.º  | 4.º  | 5.º  | 4.º  |
| Sacachispas          | 16.º | 16.º | 12.º | 13.º | 14.º | 12.º | 10.º | 7.º  | 6.º  | 10.º | 9.º  | 6.º  | 6.º  | 7.º  | 8.º  | 7.º  | 7.º  |
| San Miguel           | 2.º  | 1.º  | 1.º  | 1.º  | 1.º  | 3.º  | 5.º  | 4.º  | 3.º  | 2.º  | 1.º  | 2.º  | 3.º  | 2.º  | 1.º  | 1.º  | 1.º  |
| Talleres (RdE)       | 9.º  | 7.º  | 11.º | 7.º  | 6.º  | 9.º  | 11.º | 7.º  | 6.º  | 9.º  | 10.º | 9.º  | 7.º  | 9.º  | 7.º  | 9.º  | 10.º |
| UAI Urquiza          | 4.º  | 3.º  | 8.º  | 4.º  | 7.º  | 8.º  | 7.º  | 11.º | 13.º | 7.º  | 8.º  | 12.º | 12.º | 14.º | 16.º | 16.º | 13.º |
| Villa San Carlos     | 5.º  | 5.º  | 4.º  | 10.º | 9.º  | 10.º | 9.º  | 6.º  | 8.º  | 6.º  | 6.º  | 4.º  | 4.º  | 8.º  | 9.º  | 10.º | 8.º  |

|  |

### Resultados
| Fecha 1               | Fecha 1   | Fecha 1              | Fecha 1                   | Fecha 1       | Fecha 1 |
| Local                 | Resultado | Visitante            | Estadio                   | Fecha         | Hora    |
| --------------------- | --------- | -------------------- | ------------------------- | ------------- | ------- |
| Dock Sud              | 4 - 1     | Deportivo Armenio    | De los Inmigrantes        | 10 de febrero | 17:00   |
| Cañuelas              | 1 - 0     | Ituzaingó            | Jorge Alfredo Arín        | 11 de febrero | 17:00   |
| UAI Urquiza           | 2 - 0     | Deportivo Merlo      | Monumental de Villa Lynch | 11 de febrero | 17:00   |
| Acassuso              | 1 - 1     | Argentino de Quilmes | Armenia                   | 11 de febrero | 17:00   |
| Argentino de Merlo    | 3 - 0     | Colegiales           | Merlo                     | 11 de febrero | 17:00   |
| Sacachispas           | 0 - 3     | San Miguel           | Beto Larrosa              | 11 de febrero | 17:00   |
| Fénix                 | 1 - 2     | Villa San Carlos     | José Manuel Moreno        | 13 de febrero | 17:00   |
| Talleres (RdE)        | 0 - 0     | Los Andes            | Pablo Comelli             | 14 de febrero | 21:10   |
| Libre: Comunicaciones |           |                      |                           |               |         |

| Fecha 2              | Fecha 2   | Fecha 2            | Fecha 2               | Fecha 2       | Fecha 2 |
| Local                | Resultado | Visitante          | Estadio               | Fecha         | Hora    |
| -------------------- | --------- | ------------------ | --------------------- | ------------- | ------- |
| San Miguel           | 1 - 0     | Fénix              | Malvinas Argentinas   | 18 de febrero | 17:00   |
| Villa San Carlos     | 1 - 1     | Argentino de Merlo | Genacio Sálice        | 18 de febrero | 17:00   |
| Deportivo Armenio    | 2 - 2     | UAI Urquiza        | Armenia               | 18 de febrero | 17:00   |
| Deportivo Merlo      | 4 - 1     | Cañuelas           | José Manuel Moreno    | 18 de febrero | 17:00   |
| Ituzaingó            | 1 - 2     | Comunicaciones     | Carlos Alberto Sacaan | 18 de febrero | 19:10   |
| Colegiales           | 1 - 2     | Acassuso           | Colegiales            | 19 de febrero | 17:00   |
| Argentino de Quilmes | 0 - 1     | Talleres (RdE)     | Argentino de Quilmes  | 20 de febrero | 17:00   |
| Los Andes            | 3 - 1     | Dock Sud           | Eduardo Gallardón     | 21 de febrero | 21:10   |
| Libre: Sacachispas   |           |                    |                       |               |         |

| Fecha 3            | Fecha 3   | Fecha 3              | Fecha 3                   | Fecha 3       | Fecha 3 |
| Local              | Resultado | Visitante            | Estadio                   | Fecha         | Hora    |
| ------------------ | --------- | -------------------- | ------------------------- | ------------- | ------- |
| Comunicaciones     | 1 - 1     | Deportivo Merlo      | Alfredo Ramos             | 25 de febrero | 17:00   |
| Cañuelas           | 0 - 3     | Deportivo Armenio    | Jorge Alfredo Arín        | 25 de febrero | 17:00   |
| Dock Sud           | 1 - 0     | Argentino de Quilmes | De los Inmigrantes        | 25 de febrero | 17:00   |
| Acassuso           | 0 - 0     | Villa San Carlos     | Armenia                   | 25 de febrero | 17:00   |
| Talleres (RdE)     | 0 - 1     | Colegiales           | Pablo Comelli             | 25 de febrero | 19:10   |
| Fénix              | 0 - 2     | Sacachispas          | República de Italia       | 27 de febrero | 17:00   |
| UAI Urquiza        | 0 - 1     | Los Andes            | Monumental de Villa Lynch | 28 de febrero | 17:00   |
| Argentino de Merlo | 0 - 1     | San Miguel           | Merlo                     | 28 de febrero | 21:10   |
| Libre: Ituzaingó   |           |                      |                           |               |         |

| Fecha 4              | Fecha 4   | Fecha 4            | Fecha 4              | Fecha 4    | Fecha 4 |
| Local                | Resultado | Visitante          | Estadio              | Fecha      | Hora    |
| -------------------- | --------- | ------------------ | -------------------- | ---------- | ------- |
| Sacachispas          | 0 - 1     | Argentino de Merlo | Beto Larrosa         | 4 de marzo | 17:00   |
| San Miguel           | 1 - 1     | Acassuso           | Malvinas Argentinas  | 4 de marzo | 17:00   |
| Argentino de Quilmes | 2 - 3     | UAI Urquiza        | Argentino de Quilmes | 4 de marzo | 17:00   |
| Deportivo Armenio    | 2 - 3     | Comunicaciones     | Armenia              | 4 de marzo | 17:00   |
| Los Andes            | 0 - 0     | Cañuelas           | Eduardo Gallardón    | 4 de marzo | 19:05   |
| Villa San Carlos     | 0 - 1     | Talleres (RdE)     | Genacio Sálice       | 5 de marzo | 17:00   |
| Colegiales           | 0 - 1     | Dock Sud           | Colegiales           | 5 de marzo | 17:00   |
| Deportivo Merlo      | 0 - 0     | Ituzaingó          | José Manuel Moreno   | 5 de marzo | 17:00   |
| Libre: Fénix         |           |                    |                      |            |         |

| Fecha 5                | Fecha 5   | Fecha 5              | Fecha 5                   | Fecha 5     | Fecha 5 |
| Local                  | Resultado | Visitante            | Estadio                   | Fecha       | Hora    |
| ---------------------- | --------- | -------------------- | ------------------------- | ----------- | ------- |
| Dock Sud               | 3 - 3     | Villa San Carlos     | De los Inmigrantes        | 10 de marzo | 17:00   |
| Ituzaingó              | 0 - 0     | Deportivo Armenio    | Carlos Alberto Sacaan     | 10 de marzo | 20:30   |
| Comunicaciones         | 1 - 0     | Los Andes            | Alfredo Ramos             | 11 de marzo | 17:00   |
| Cañuelas               | 1 - 2     | Argentino de Quilmes | Jorge Alfredo Arín        | 11 de marzo | 17:00   |
| UAI Urquiza            | 1 - 2     | Colegiales           | Monumental de Villa Lynch | 11 de marzo | 17:00   |
| Acassuso               | 0 - 0     | Sacachispas          | Armenia                   | 11 de marzo | 17:00   |
| Argentino de Merlo     | 2 - 0     | Fénix                | Merlo                     | 11 de marzo | 20:00   |
| Talleres (RdE)         | 1 - 1     | San Miguel           | Pablo Comelli             | 14 de marzo | 21:10   |
| Libre: Deportivo Merlo |           |                      |                           |             |         |

| Fecha 6                   | Fecha 6   | Fecha 6         | Fecha 6              | Fecha 6     | Fecha 6 |
| Local                     | Resultado | Visitante       | Estadio              | Fecha       | Hora    |
| ------------------------- | --------- | --------------- | -------------------- | ----------- | ------- |
| Fénix                     | 1 - 2     | Acassuso        | José Manuel Moreno   | 18 de marzo | 15:30   |
| Sacachispas               | 1 - 0     | Talleres (RdE)  | Beto Larrosa         | 18 de marzo | 15:30   |
| Villa San Carlos          | 0 - 0     | UAI Urquiza     | Genacio Sálice       | 18 de marzo | 15:30   |
| Colegiales                | 3 - 0     | Cañuelas        | Colegiales           | 19 de marzo | 15:30   |
| Argentino de Quilmes      | 2 - 1     | Comunicaciones  | Argentino de Quilmes | 19 de marzo | 15:30   |
| Deportivo Armenio         | 2 - 2     | Deportivo Merlo | Armenia              | 19 de marzo | 15:30   |
| San Miguel                | 1 - 2     | Dock Sud        | Malvinas Argentinas  | 19 de marzo | 16:00   |
| Los Andes                 | 3 - 0     | Ituzaingó       | Eduardo Gallardón    | 21 de marzo | 17:05   |
| Libre: Argentino de Merlo |           |                 |                      |             |         |

| Fecha 7                  | Fecha 7   | Fecha 7              | Fecha 7                   | Fecha 7     | Fecha 7 |
| Local                    | Resultado | Visitante            | Estadio                   | Fecha       | Hora    |
| ------------------------ | --------- | -------------------- | ------------------------- | ----------- | ------- |
| Comunicaciones           | 2 - 0     | Colegiales           | Alfredo Ramos             | 25 de marzo | 15:30   |
| Cañuelas                 | 1 - 1     | Villa San Carlos     | Jorge Alfredo Arín        | 25 de marzo | 15:30   |
| UAI Urquiza              | 1 - 1     | San Miguel           | Monumental de Villa Lynch | 25 de marzo | 15:30   |
| Dock Sud                 | 1 - 1     | Sacachispas          | De los Inmigrantes        | 25 de marzo | 15:30   |
| Talleres (RdE)           | 1 - 2     | Fénix                | Pablo Comelli             | 25 de marzo | 15:30   |
| Deportivo Merlo          | 0 - 2     | Los Andes            | José Manuel Moreno        | 26 de marzo | 15:30   |
| Acassuso                 | 0 - 2     | Argentino de Merlo   | Armenia                   | 27 de marzo | 15:30   |
| Ituzaingó                | 2 - 0     | Argentino de Quilmes | Carlos Alberto Sacaan     | 27 de marzo | 19:10   |
| Libre: Deportivo Armenio |           |                      |                           |             |         |

| Fecha 8              | Fecha 8   | Fecha 8           | Fecha 8              | Fecha 8    | Fecha 8 |
| Local                | Resultado | Visitante         | Estadio              | Fecha      | Hora    |
| -------------------- | --------- | ----------------- | -------------------- | ---------- | ------- |
| Argentino de Quilmes | 0 - 0     | Deportivo Merlo   | Argentino de Quilmes | 1 de abril | 15:30   |
| Los Andes            | 2 - 0     | Deportivo Armenio | Eduardo Gallardón    | 1 de abril | 15:30   |
| San Miguel           | 0 - 0     | Cañuelas          | Malvinas Argentinas  | 1 de abril | 15:30   |
| Colegiales           | 0 - 0     | Ituzaingó         | Colegiales           | 1 de abril | 21:30   |
| Villa San Carlos     | 5 - 1     | Comunicaciones    | Genacio Sálice       | 2 de abril | 15:30   |
| Fénix                | 1 - 0     | Dock Sud          | José Manuel Moreno   | 3 de abril | 15:30   |
| Sacachispas          | 1 - 0     | UAI Urquiza       | Beto Larrosa         | 3 de abril | 15:30   |
| Argentino de Merlo   | 0 - 1     | Talleres (RdE)    | Merlo                | 4 de abril | 19:00   |
| Libre: Acassuso      |           |                   |                      |            |         |

| Fecha 9           | Fecha 9   | Fecha 9              | Fecha 9                   | Fecha 9    | Fecha 9 |
| Local             | Resultado | Visitante            | Estadio                   | Fecha      | Hora    |
| ----------------- | --------- | -------------------- | ------------------------- | ---------- | ------- |
| Ituzaingó         | 1 - 0     | Villa San Carlos     | Carlos Alberto Sacaan     | 7 de abril | 19:10   |
| Deportivo Armenio | 4 - 1     | Argentino de Quilmes | Armenia                   | 8 de abril | 15:30   |
| Deportivo Merlo   | 3 - 1     | Colegiales           | José Manuel Moreno        | 8 de abril | 15:30   |
| Comunicaciones    | 0 - 0     | San Miguel           | Alfredo Ramos             | 8 de abril | 15:30   |
| Cañuelas          | 1 - 1     | Sacachispas          | Jorge Alfredo Arín        | 8 de abril | 15:30   |
| UAI Urquiza       | 1 - 2     | Fénix                | Monumental de Villa Lynch | 8 de abril | 15:30   |
| Dock Sud          | 1 - 3     | Argentino de Merlo   | De los Inmigrantes        | 8 de abril | 15:30   |
| Talleres (RdE)    | 1 - 1     | Acassuso             | Pablo Comelli             | 8 de abril | 15:30   |
| Libre: Los Andes  |           |                      |                           |            |         |

| Fecha 10              | Fecha 10  | Fecha 10          | Fecha 10             | Fecha 10    | Fecha 10 |
| Local                 | Resultado | Visitante         | Estadio              | Fecha       | Hora     |
| --------------------- | --------- | ----------------- | -------------------- | ----------- | -------- |
| Acassuso              | 1 - 1     | Dock Sud          | Armenia              | 15 de abril | 15:30    |
| Argentino de Merlo    | 0 - 1     | UAI Urquiza       | Merlo                | 15 de abril | 15:30    |
| Sacachispas           | 1 - 2     | Comunicaciones    | Beto Larrosa         | 15 de abril | 15:30    |
| San Miguel            | 3 - 2     | Ituzaingó         | Malvinas Argentinas  | 15 de abril | 15:30    |
| Colegiales            | 1 - 1     | Deportivo Armenio | Colegiales           | 15 de abril | 21:10    |
| Villa San Carlos      | 1 - 0     | Deportivo Merlo   | Genacio Sálice       | 16 de abril | 15:30    |
| Argentino de Quilmes  | 1 - 0     | Los Andes         | Argentino de Quilmes | 17 de abril | 14:05    |
| Fénix                 | 1 - 1     | Cañuelas          | Ricardo Puga         | 17 de abril | 15:30    |
| Libre: Talleres (RdE) |           |                   |                      |             |          |

| Fecha 11                    | Fecha 11  | Fecha 11           | Fecha 11                  | Fecha 11    | Fecha 11 |
| Local                       | Resultado | Visitante          | Estadio                   | Fecha       | Hora     |
| --------------------------- | --------- | ------------------ | ------------------------- | ----------- | -------- |
| Los Andes                   | 1 - 1     | Colegiales         | Eduardo Gallardón         | 22 de abril | 15:30    |
| Deportivo Armenio           | 0 - 0     | Villa San Carlos   | Armenia                   | 22 de abril | 15:30    |
| Deportivo Merlo             | 0 - 3     | San Miguel         | José Manuel Moreno        | 22 de abril | 15:30    |
| Cañuelas                    | 2 - 1     | Argentino de Merlo | Jorge Alfredo Arín        | 22 de abril | 15:30    |
| Comunicaciones              | 1 - 0     | Fénix              | Alfredo Ramos             | 22 de abril | 15:30    |
| Ituzaingó                   | 0 - 1     | Sacachispas        | Carlos Alberto Sacaan     | 22 de abril | 21:10    |
| UAI Urquiza                 | 0 - 1     | Acassuso           | Monumental de Villa Lynch | 23 de abril | 15:30    |
| Dock Sud                    | 2 - 1     | Talleres (RdE)     | De los Inmigrantes        | 25 de abril | 15:30    |
| Libre: Argentino de Quilmes |           |                    |                           |             |          |

| Fecha 12           | Fecha 12  | Fecha 12             | Fecha 12            | Fecha 12    | Fecha 12 |
| Local              | Resultado | Visitante            | Estadio             | Fecha       | Hora     |
| ------------------ | --------- | -------------------- | ------------------- | ----------- | -------- |
| Sacachispas        | 2 - 0     | Deportivo Merlo      | Beto Larrosa        | 28 de abril | 15:30    |
| Argentino de Merlo | 1 - 2     | Comunicaciones       | Merlo               | 29 de abril | 15:30    |
| San Miguel         | 0 - 0     | Deportivo Armenio    | Malvinas Argentinas | 29 de abril | 15:30    |
| Acassuso           | 0 - 0     | Cañuelas             | Armenia             | 29 de abril | 15:45    |
| Villa San Carlos   | 3 - 2     | Los Andes            | Genacio Sálice      | 30 de abril | 14:30    |
| Talleres (RdE)     | 1 - 0     | UAI Urquiza          | Pablo Comelli       | 30 de abril | 15:30    |
| Fénix              | 0 - 1     | Ituzaingó            | José Manuel Moreno  | 2 de mayo   | 15:05    |
| Colegiales         | 0 - 1     | Argentino de Quilmes | Colegiales          | 2 de mayo   | 21:00    |
| Libre: Dock Sud    |           |                      |                     |             |          |

| Fecha 13             | Fecha 13  | Fecha 13           | Fecha 13                  | Fecha 13  | Fecha 13 |
| Local                | Resultado | Visitante          | Estadio                   | Fecha     | Hora     |
| -------------------- | --------- | ------------------ | ------------------------- | --------- | -------- |
| Deportivo Armenio    | 1 - 1     | Sacachispas        | Armenia                   | 6 de mayo | 15:30    |
| Deportivo Merlo      | 0 - 2     | Fénix              | José Manuel Moreno        | 6 de mayo | 15:30    |
| Comunicaciones       | 1 - 1     | Acassuso           | Alfredo Ramos             | 6 de mayo | 15:30    |
| Cañuelas             | 2 - 3     | Talleres (RdE)     | Jorge Alfredo Arín        | 6 de mayo | 15:30    |
| UAI Urquiza          | 1 - 1     | Dock Sud           | Monumental de Villa Lynch | 6 de mayo | 15:30    |
| Los Andes            | 3 - 0     | San Miguel         | Eduardo Gallardón         | 6 de mayo | 15:35    |
| Argentino de Quilmes | 1 - 1     | Villa San Carlos   | Argentino de Quilmes      | 7 de mayo | 15:30    |
| Ituzaingó            | 0 - 0     | Argentino de Merlo | Carlos Alberto Sacaan     | 8 de mayo | 19:05    |
| Libre: Colegiales    |           |                    |                           |           |          |

| Fecha 14           | Fecha 14  | Fecha 14             | Fecha 14            | Fecha 14   | Fecha 14 |
| Local              | Resultado | Visitante            | Estadio             | Fecha      | Hora     |
| ------------------ | --------- | -------------------- | ------------------- | ---------- | -------- |
| Sacachispas        | 0 - 0     | Los Andes            | Beto Larrosa        | 13 de mayo | 13:30    |
| Argentino de Merlo | 4 - 0     | Deportivo Merlo      | Merlo               | 13 de mayo | 15:30    |
| San Miguel         | 2 - 0     | Argentino de Quilmes | Malvinas Argentinas | 13 de mayo | 15:30    |
| Villa San Carlos   | 1 - 2     | Colegiales           | Genacio Sálice      | 13 de mayo | 15:30    |
| Acassuso           | 1 - 0     | Ituzaingó            | Armenia             | 13 de mayo | 15:30    |
| Talleres (RdE)     | 1 - 1     | Comunicaciones       | Pablo Comelli       | 14 de mayo | 14:35    |
| Dock Sud           | 1 - 0     | Cañuelas             | De los Inmigrantes  | 14 de mayo | 15:30    |
| Fénix              | 0 - 0     | Deportivo Armenio    | José Manuel Moreno  | 15 de mayo | 15:30    |
| Libre: UAI Urquiza |           |                      |                     |            |          |

| Fecha 15                | Fecha 15  | Fecha 15           | Fecha 15              | Fecha 15   | Fecha 15 |
| Local                   | Resultado | Visitante          | Estadio               | Fecha      | Hora     |
| ----------------------- | --------- | ------------------ | --------------------- | ---------- | -------- |
| Comunicaciones          | 0 - 1     | Dock Sud           | Alfredo Ramos         | 20 de mayo | 13:35    |
| Argentino de Quilmes    | 1 - 0     | Sacachispas        | Argentino de Quilmes  | 20 de mayo | 14:00    |
| Deportivo Armenio       | 1 - 0     | Argentino de Merlo | Armenia               | 20 de mayo | 14:00    |
| Deportivo Merlo         | 0 - 2     | Acassuso           | José Manuel Moreno    | 20 de mayo | 14:00    |
| Los Andes               | 1 - 1     | Fénix              | Eduardo Gallardón     | 21 de mayo | 14:00    |
| Colegiales              | 0 - 2     | San Miguel         | Colegiales            | 21 de mayo | 15:30    |
| Ituzaingó               | 1 - 1     | Talleres (RdE)     | Carlos Alberto Sacaan | 21 de mayo | 15:30    |
| Cañuelas                | 2 - 0     | UAI Urquiza        | Jorge Alfredo Arín    | 21 de mayo | 15:30    |
| Libre: Villa San Carlos |           |                    |                       |            |          |

| Fecha 16           | Fecha 16  | Fecha 16             | Fecha 16                  | Fecha 16   | Fecha 16 |
| Local              | Resultado | Visitante            | Estadio                   | Fecha      | Hora     |
| ------------------ | --------- | -------------------- | ------------------------- | ---------- | -------- |
| Sacachispas        | 1 - 0     | Colegiales           | Beto Larrosa              | 27 de mayo | 15:30    |
| Dock Sud           | 0 - 2     | Ituzaingó            | De los Inmigrantes        | 28 de mayo | 15:30    |
| Talleres (RdE)     | 0 - 1     | Deportivo Merlo      | Pablo Comelli             | 28 de mayo | 15:30    |
| San Miguel         | 1 - 0     | Villa San Carlos     | Malvinas Argentinas       | 28 de mayo | 15:30    |
| Argentino de Merlo | 1 - 0     | Los Andes            | Merlo                     | 28 de mayo | 17:05    |
| UAI Urquiza        | 1 - 1     | Comunicaciones       | Monumental de Villa Lynch | 29 de mayo | 15:30    |
| Acassuso           | 0 - 1     | Deportivo Armenio    | Armenia                   | 29 de mayo | 15:30    |
| Fénix              | 1 - 0     | Argentino de Quilmes | República de Italia       | 29 de mayo | 15:30    |
| Libre: Cañuelas    |           |                      |                           |            |          |

| Fecha 17             | Fecha 17  | Fecha 17           | Fecha 17              | Fecha 17   | Fecha 17 |
| Local                | Resultado | Visitante          | Estadio               | Fecha      | Hora     |
| -------------------- | --------- | ------------------ | --------------------- | ---------- | -------- |
| Villa San Carlos     | 3 - 2     | Sacachispas        | Genacio Sálice        | 3 de junio | 15:30    |
| Colegiales           | 1 - 2     | Fénix              | Colegiales            | 3 de junio | 15:30    |
| Ituzaingó            | 1 - 3     | UAI Urquiza        | Carlos Alberto Sacaan | 3 de junio | 15:30    |
| Deportivo Armenio    | 0 - 0     | Talleres (RdE)     | Armenia               | 4 de junio | 11:35    |
| Los Andes            | 1 - 1     | Acassuso           | Eduardo Gallardón     | 4 de junio | 15:30    |
| Argentino de Quilmes | 0 - 0     | Argentino de Merlo | Argentino de Quilmes  | 4 de junio | 15:30    |
| Deportivo Merlo      | 1 - 5     | Dock Sud           | José Manuel Moreno    | 4 de junio | 15:30    |
| Comunicaciones       | 0 - 0     | Cañuelas           | Alfredo Ramos         | 4 de junio | 15:30    |
| Libre: San Miguel    |           |                    |                       |            |          |

| 1. |

## Torneo Clausura

### Tabla de posiciones final
| Pos. | Equipo               | Pts. | PJ | PG | PE | PP | GF | GC | Dif. |
| ---- | -------------------- | ---- | -- | -- | -- | -- | -- | -- | ---- |
| 1.º  | Talleres (RdE)       | 37   | 16 | 11 | 4  | 1  | 18 | 4  | 14   |
| 2.º  | San Miguel           | 30   | 16 | 9  | 3  | 4  | 24 | 14 | 10   |
| 3.º  | Argentino de Quilmes | 30   | 16 | 9  | 3  | 4  | 23 | 15 | 8    |
| 4.º  | Deportivo Armenio    | 25   | 16 | 7  | 4  | 5  | 17 | 10 | 7    |
| 5.º  | Los Andes            | 24   | 16 | 6  | 6  | 4  | 18 | 13 | 5    |
| 6.º  | Colegiales           | 23   | 16 | 5  | 8  | 3  | 17 | 16 | 1    |
| 7.º  | Deportivo Merlo      | 22   | 16 | 5  | 7  | 4  | 16 | 19 | −3   |
| 8.º  | Comunicaciones       | 21   | 16 | 5  | 6  | 5  | 15 | 14 | 1    |
| 9.º  | Acassuso             | 20   | 16 | 4  | 8  | 4  | 12 | 13 | −1   |
| 10.º | Argentino de Merlo   | 20   | 16 | 4  | 8  | 4  | 11 | 14 | −3   |
| 11.º | UAI Urquiza          | 19   | 16 | 5  | 4  | 7  | 16 | 18 | −2   |
| 12.º | Fénix                | 18   | 16 | 5  | 3  | 8  | 13 | 14 | −1   |
| 13.º | Cañuelas             | 16   | 16 | 3  | 7  | 6  | 12 | 15 | −3   |
| 14.º | Villa San Carlos     | 15   | 16 | 3  | 6  | 7  | 17 | 25 | −8   |
| 15.º | Dock Sud             | 14   | 16 | 2  | 8  | 6  | 13 | 17 | −4   |
| 16.º | Sacachispas          | 13   | 16 | 2  | 7  | 7  | 8  | 15 | −7   |
| 17.º | Ituzaingó            | 12   | 16 | 2  | 6  | 8  | 5  | 19 | −14  |

|  | Ganador. Clasificó a la final. |

#### Evolución de las posiciones
| Equipo / Fecha       | 1    | 2    | 3    | 4    | 5    | 6    | 7    | 8    | 9    | 10   | 11   | 12   | 13   | 14   | 15   | 16   | 17   |
| -------------------- | ---- | ---- | ---- | ---- | ---- | ---- | ---- | ---- | ---- | ---- | ---- | ---- | ---- | ---- | ---- | ---- | ---- |
| Acassuso             | 14.º | 13.º | 13.º | 12.º | 11.º | 7.º  | 8.º  | 9.º  | 12.º | 14.º | 10.º | 11.º | 9.º  | 6.º  | 7.º  | 7.º  | 9.º  |
| Argentino de Merlo   | 5.º  | 10.º | 17.º | 16.º | 13.º | 15.º | 14.º | 15.º | 15.º | 13.º | 14.º | 12.º | 10.º | 12.º | 12.º | 12.º | 10.º |
| Argentino de Quilmes | 2.º  | 5.º  | 9.º  | 4.º  | 2.º  | 2.º  | 2.º  | 1.º  | 2.º  | 2.º  | 4.º  | 2.º  | 2.º  | 3.º  | 3.º  | 3.º  | 3.º  |
| Cañuelas             | 7.º  | 9.º  | 6.º  | 5.º  | 10.º | 11.º | 11.º | 13.º | 13.º | 12.º | 8.º  | 8.º  | 8.º  | 11.º | 13.º | 13.º | 13.º |
| Colegiales           | 5.º  | 8.º  | 12.º | 8.º  | 9.º  | 6.º  | 3.º  | 5.º  | 5.º  | 4.º  | 3.º  | 4.º  | 5.º  | 5.º  | 5.º  | 6.º  | 6.º  |
| Comunicaciones       | -    | 4.º  | 7.º  | 11.º | 15.º | 14.º | 16.º | 11.º | 11.º | 9.º  | 5.º  | 7.º  | 6.º  | 10.º | 9.º  | 9.º  | 8.º  |
| Deportivo Armenio    | 7.º  | 15.º | 14.º | 10.º | 7.º  | 3.º  | 6.º  | 7.º  | 8.º  | 10.º | 6.º  | 5.º  | 4.º  | 4.º  | 4.º  | 4.º  | 4.º  |
| Deportivo Merlo      | 3.º  | 3.º  | 5.º  | 2.º  | 4.º  | 9.º  | 9.º  | 10.º | 6.º  | 7.º  | 11.º | 6.º  | 7.º  | 9.º  | 8.º  | 8.º  | 7.º  |
| Dock Sud             | 7.º  | 9.º  | 10.º | 13.º | 16.º | 16.º | 13.º | 14.º | 14.º | 15.º | 16.º | 16.º | 15.º | 15.º | 15.º | 15.º | 15.º |
| Fénix                | 1.º  | 1.º  | 2.º  | 3.º  | 6.º  | 10.º | 10.º | 12.º | 9.º  | 11.º | 13.º | 14.º | 12.º | 8.º  | 10.º | 11.º | 12.º |
| Ituzaingó            | 7.º  | 17.º | 16.º | 17.º | 17.º | 17.º | 17.º | 17.º | 17.º | 17.º | 17.º | 17.º | 17.º | 17.º | 17.º | 16.º | 17.º |
| Los Andes            | 15.º | 15.º | 15.º | 15.º | 12.º | 12.º | 12.º | 8.º  | 10.º | 6.º  | 9.º  | 9.º  | 11.º | 7.º  | 6.º  | 5.º  | 5.º  |
| Sacachispas          | 7.º  | 10.º | 11.º | 14.º | 14.º | 13.º | 15.º | 16.º | 16.º | 16.º | 15.º | 15.º | 16.º | 16.º | 16.º | 17.º | 16.º |
| San Miguel           | 7.º  | 13.º | 8.º  | 9.º  | 5.º  | 4.º  | 7.º  | 4.º  | 3.º  | 3.º  | 2.º  | 3.º  | 3.º  | 2.º  | 2.º  | 2.º  | 2.º  |
| Talleres (RdE)       | 4.º  | 2.º  | 1.º  | 1.º  | 1.º  | 1.º  | 1.º  | 2.º  | 1.º  | 1.º  | 1.º  | 1.º  | 1.º  | 1.º  | 1.º  | 1.º  | 1.º  |
| UAI Urquiza          | 15.º | 6.º  | 3.º  | 6.º  | 8.º  | 7.º  | 4.º  | 3.º  | 4.º  | 5.º  | 7.º  | 10.º | 13.º | 14.º | 11.º | 10.º | 11.º |
| Villa San Carlos     | 17.º | 7.º  | 4.º  | 7.º  | 3.º  | 5.º  | 5.º  | 6.º  | 7.º  | 8.º  | 12.º | 13.º | 14.º | 13.º | 14.º | 14.º | 14.º |

|  |

### Resultados
| Fecha 1               | Fecha 1   | Fecha 1            | Fecha 1              | Fecha 1     | Fecha 1 |
| Local                 | Resultado | Visitante          | Estadio              | Fecha       | Hora    |
| --------------------- | --------- | ------------------ | -------------------- | ----------- | ------- |
| Colegiales            | 2 - 2     | Argentino de Merlo | Colegiales           | 9 de junio  | 15:30   |
| Deportivo Armenio     | 0 - 0     | Dock Sud           | Armenia              | 10 de junio | 15:30   |
| Argentino de Quilmes  | 2 - 1     | Acassuso           | Argentino de Quilmes | 10 de junio | 15:30   |
| Villa San Carlos      | 0 - 2     | Fénix              | Genacio Sálice       | 10 de junio | 15:30   |
| San Miguel            | 0 - 0     | Sacachispas        | Malvinas Argentinas  | 10 de junio | 15:30   |
| Ituzaingó             | 0 - 0     | Cañuelas           | Carlos Sacaan        | 10 de junio | 18:00   |
| Deportivo Merlo       | 1 - 0     | UAI Urquiza        | José Manuel Moreno   | 12 de junio | 15:30   |
| Los Andes             | 0 - 1     | Talleres (RdE)     | Eduardo Gallardón    | 13 de junio | 15:30   |
| Libre: Comunicaciones |           |                    |                      |             |         |

| Fecha 2            | Fecha 2   | Fecha 2              | Fecha 2                   | Fecha 2     | Fecha 2 |
| Local              | Resultado | Visitante            | Estadio                   | Fecha       | Hora    |
| ------------------ | --------- | -------------------- | ------------------------- | ----------- | ------- |
| Argentino de Merlo | 0 - 1     | Villa San Carlos     | Merlo                     | 15 de junio | 21:00   |
| Comunicaciones     | 3 - 0     | Ituzaingó            | Alfredo Ramos             | 17 de junio | 12:10   |
| Acassuso           | 0 - 0     | Colegiales           | Armenia                   | 17 de junio | 15:30   |
| UAI Urquiza        | 1 - 0     | Deportivo Armenio    | Monumental de Villa Lynch | 17 de junio | 15:30   |
| Cañuelas           | 0 - 0     | Deportivo Merlo      | Jorge Arin                | 17 de junio | 15:30   |
| Dock Sud           | 0 - 0     | Los Andes            | De los Inmigrantes        | 18 de junio | 15:30   |
| Fénix              | 2 - 1     | San Miguel           | Tres de Febrero           | 19 de junio | 15:30   |
| Talleres (RdE)     | 2 - 1     | Argentino de Quilmes | Pablo Comelli             | 19 de junio | 15:30   |
| Libre: Sacachispas |           |                      |                           |             |         |

| Fecha 3              | Fecha 3   | Fecha 3            | Fecha 3              | Fecha 3     | Fecha 3 |
| Local                | Resultado | Visitante          | Estadio              | Fecha       | Hora    |
| -------------------- | --------- | ------------------ | -------------------- | ----------- | ------- |
| Deportivo Merlo      | 1 - 1     | Comunicaciones     | José Manuel Moreno   | 24 de junio | 15:30   |
| Deportivo Armenio    | 0 - 1     | Cañuelas           | Armenia              | 24 de junio | 15:30   |
| Villa San Carlos     | 1 - 0     | Acassuso           | Genacio Sálice       | 24 de junio | 15:30   |
| San Miguel           | 3 - 0     | Argentino de Merlo | Malvinas Argentinas  | 24 de junio | 15:30   |
| Sacachispas          | 0 - 0     | Fénix              | Beto Larrosa         | 24 de junio | 15:30   |
| Los Andes            | 0 - 1     | UAI Urquiza        | Eduardo Gallardón    | 25 de junio | 15:30   |
| Argentino de Quilmes | 1 - 1     | Dock Sud           | Argentino de Quilmes | 25 de junio | 15:30   |
| Colegiales           | 0 - 1     | Talleres (RdE)     | Colegiales           | 25 de junio | 17:10   |
| Libre: Ituzaingó     |           |                    |                      |             |         |

| Fecha 4            | Fecha 4   | Fecha 4              | Fecha 4                   | Fecha 4     | Fecha 4 |
| Local              | Resultado | Visitante            | Estadio                   | Fecha       | Hora    |
| ------------------ | --------- | -------------------- | ------------------------- | ----------- | ------- |
| Comunicaciones     | 0 - 3     | Deportivo Armenio    | Alfredo Ramos             | 30 de junio | 15:30   |
| Acassuso           | 2 - 1     | San Miguel           | Armenia                   | 1 de julio  | 15:30   |
| Talleres (RdE)     | 1 - 0     | Villa San Carlos     | Pablo Comelli             | 1 de julio  | 15:30   |
| Dock Sud           | 0 - 1     | Colegiales           | De los Inmigrantes        | 1 de julio  | 15:30   |
| UAI Urquiza        | 1 - 2     | Argentino de Quilmes | Monumental de Villa Lynch | 1 de julio  | 15:30   |
| Cañuelas           | 1 - 1     | Los Andes            | Jorge Arin                | 1 de julio  | 15:30   |
| Ituzaingó          | 0 - 1     | Deportivo Merlo      | Carlos Sacaan             | 1 de julio  | 19:10   |
| Argentino de Merlo | 0 - 0     | Sacachispas          | Merlo                     | 4 de julio  | 21:10   |
| Libre: Fénix       |           |                      |                           |             |         |

| Fecha 5                | Fecha 5   | Fecha 5            | Fecha 5              | Fecha 5     | Fecha 5 |
| Local                  | Resultado | Visitante          | Estadio              | Fecha       | Hora    |
| ---------------------- | --------- | ------------------ | -------------------- | ----------- | ------- |
| San Miguel             | 2 - 1     | Talleres (RdE)     | Malvinas Argentinas  | 8 de julio  | 13:00   |
| Deportivo Armenio      | 1 - 0     | Ituzaingó          | Armenia              | 8 de julio  | 15:30   |
| Argentino de Quilmes   | 2 - 1     | Cañuelas           | Argentino de Quilmes | 8 de julio  | 15:30   |
| Sacachispas            | 0 - 0     | Acassuso           | Beto Larrosa         | 8 de julio  | 15:30   |
| Villa San Carlos       | 3 - 2     | Dock Sud           | Genacio Sálice       | 9 de julio  | 15:30   |
| Los Andes              | 1 - 0     | Comunicaciones     | Eduardo Gallardón    | 10 de julio | 15:30   |
| Fénix                  | 1 - 2     | Argentino de Merlo | José Manuel Moreno   | 10 de julio | 15:30   |
| Colegiales             | 1 - 1     | UAI Urquiza        | Colegiales           | 11 de julio | 21:10   |
| Libre: Deportivo Merlo |           |                    |                      |             |         |

| Fecha 6                   | Fecha 6   | Fecha 6              | Fecha 6                   | Fecha 6     | Fecha 6 |
| Local                     | Resultado | Visitante            | Estadio                   | Fecha       | Hora    |
| ------------------------- | --------- | -------------------- | ------------------------- | ----------- | ------- |
| Acassuso                  | 1 - 0     | Fénix                | Armenia                   | 15 de julio | 15:30   |
| Ituzaingó                 | 0 - 0     | Los Andes            | Carlos Sacaan             | 15 de julio | 15:30   |
| Deportivo Merlo           | 0 - 3     | Deportivo Armenio    | José Manuel Moreno        | 15 de julio | 15:30   |
| Dock Sud                  | 1 - 3     | San Miguel           | De los Inmigrantes        | 16 de julio | 14:05   |
| UAI Urquiza               | 0 - 0     | Villa San Carlos     | Monumental de Villa Lynch | 16 de julio | 15:30   |
| Cañuelas                  | 1 - 2     | Colegiales           | Jorge Arin                | 16 de julio | 15:30   |
| Comunicaciones            | 1 - 1     | Argentino de Quilmes | Alfredo Ramos             | 18 de julio | 15:30   |
| Talleres (RdE)            | 0 - 0     | Sacachispas          | Pablo Comelli             | 18 de julio | 21:10   |
| Libre: Argentino de Merlo |           |                      |                           |             |         |

| Fecha 7                  | Fecha 7   | Fecha 7         | Fecha 7              | Fecha 7     | Fecha 7 |
| Local                    | Resultado | Visitante       | Estadio              | Fecha       | Hora    |
| ------------------------ | --------- | --------------- | -------------------- | ----------- | ------- |
| San Miguel               | 0 - 1     | UAI Urquiza     | Malvinas Argentinas  | 22 de julio | 15:30   |
| Argentino de Merlo       | 0 - 0     | Acassuso        | Merlo                | 22 de julio | 15:30   |
| Los Andes                | 2 - 2     | Deportivo Merlo | Eduardo Gallardón    | 22 de julio | 16:05   |
| Colegiales               | 2 - 1     | Comunicaciones  | Colegiales           | 23 de julio | 15:30   |
| Villa San Carlos         | 1 - 1     | Cañuelas        | Genacio Sálice       | 23 de julio | 15:30   |
| Sacachispas              | 0 - 1     | Dock Sud        | Beto Larrosa         | 23 de julio | 15:30   |
| Fénix                    | 0 - 1     | Talleres (RdE)  | Tres de Febrero      | 24 de julio | 19:05   |
| Argentino de Quilmes     | 1 - 0     | Ituzaingó       | Argentino de Quilmes | 25 de julio | 15:30   |
| Libre: Deportivo Armenio |           |                 |                      |             |         |

| Fecha 8           | Fecha 8   | Fecha 8              | Fecha 8                   | Fecha 8     | Fecha 8 |
| Local             | Resultado | Visitante            | Estadio                   | Fecha       | Hora    |
| ----------------- | --------- | -------------------- | ------------------------- | ----------- | ------- |
| Deportivo Armenio | 1 - 3     | Los Andes            | Armenia                   | 29 de julio | 14:05   |
| UAI Urquiza       | 3 - 1     | Sacachispas          | Monumental de Villa Lynch | 29 de julio | 15:30   |
| Cañuelas          | 0 - 1     | San Miguel           | Jorge Arin                | 29 de julio | 15:30   |
| Comunicaciones    | 5 - 2     | Villa San Carlos     | Alfredo Ramos             | 29 de julio | 15:30   |
| Ituzaingó         | 0 - 0     | Colegiales           | Carlos Sacaan             | 30 de julio | 13:45   |
| Deportivo Merlo   | 1 - 2     | Argentino de Quilmes | José Manuel Moreno        | 30 de julio | 15:30   |
| Dock Sud          | 0 - 0     | Fénix                | De los Inmigrantes        | 31 de julio | 15:30   |
| Talleres (RdE)    | 0 - 0     | Argentino de Merlo   | Pablo Comelli             | 31 de julio | 19:00   |
| Libre: Acassuso   |           |                      |                           |             |         |

| Fecha 9              | Fecha 9   | Fecha 9           | Fecha 9              | Fecha 9     | Fecha 9 |
| Local                | Resultado | Visitante         | Estadio              | Fecha       | Hora    |
| -------------------- | --------- | ----------------- | -------------------- | ----------- | ------- |
| Acassuso             | 0 - 2     | Talleres (RdE)    | Armenia              | 5 de agosto | 14:00   |
| Argentino de Quilmes | 1 - 1     | Deportivo Armenio | Argentino de Quilmes | 5 de agosto | 15:30   |
| Villa San Carlos     | 1 - 1     | Ituzaingó         | Genacio Sálice       | 5 de agosto | 15:30   |
| San Miguel           | 0 - 0     | Comunicaciones    | Malvinas Argentinas  | 5 de agosto | 15:30   |
| Colegiales           | 0 - 2     | Deportivo Merlo   | Colegiales           | 5 de agosto | 16:05   |
| Argentino de Merlo   | 0 - 0     | Dock Sud          | Merlo                | 5 de agosto | 19:10   |
| Sacachispas          | 0 - 0     | Cañuelas          | Beto Larrosa         | 6 de agosto | 15:30   |
| Fénix                | 2 - 1     | UAI Urquiza       | Tres de Febrero      | 6 de agosto | 15:30   |
| Libre: Los Andes     |           |                   |                      |             |         |

| Fecha 10              | Fecha 10  | Fecha 10             | Fecha 10                  | Fecha 10     | Fecha 10 |
| Local                 | Resultado | Visitante            | Estadio                   | Fecha        | Hora     |
| --------------------- | --------- | -------------------- | ------------------------- | ------------ | -------- |
| UAI Urquiza           | 2 - 3     | Argentino de Merlo   | Monumental de Villa Lynch | 19 de agosto | 15:30    |
| Cañuelas              | 1 - 0     | Fénix                | Jorge Arin                | 19 de agosto | 15:30    |
| Deportivo Merlo       | 2 - 2     | Villa San Carlos     | José Manuel Moreno        | 19 de agosto | 15:30    |
| Deportivo Armenio     | 1 - 2     | Colegiales           | Armenia                   | 19 de agosto | 15:30    |
| Ituzaingó             | 0 - 2     | San Miguel           | Carlos Sacaan             | 19 de agosto | 21:35    |
| Comunicaciones        | 1 - 0     | Sacachispas          | Alfredo Ramos             | 20 de agosto | 15:30    |
| Dock Sud              | 1 - 1     | Acassuso             | De los Inmigrantes        | 21 de agosto | 15:30    |
| Los Andes             | 1 - 0     | Argentino de Quilmes | Eduardo Gallardón         | 21 de agosto | 16:05    |
| Libre: Talleres (RdE) |           |                      |                           |              |          |

| Fecha 11                    | Fecha 11  | Fecha 11          | Fecha 11            | Fecha 11     | Fecha 11 |
| Local                       | Resultado | Visitante         | Estadio             | Fecha        | Hora     |
| --------------------------- | --------- | ----------------- | ------------------- | ------------ | -------- |
| San Miguel                  | 4 - 1     | Deportivo Merlo   | Malvinas Argentinas | 26 de agosto | 15:30    |
| Argentino de Merlo          | 1 - 2     | Cañuelas          | Merlo               | 26 de agosto | 15:30    |
| Acassuso                    | 2 - 1     | UAI Urquiza       | Armenia             | 26 de agosto | 15:30    |
| Talleres (RdE)              | 2 - 1     | Dock Sud          | Pablo Comelli       | 26 de agosto | 19:35    |
| Villa San Carlos            | 1 - 2     | Deportivo Armenio | Genacio Sálice      | 27 de agosto | 15:30    |
| Sacachispas                 | 3 - 0     | Ituzaingó         | Beto Larrosa        | 28 de agosto | 15:30    |
| Fénix                       | 0 - 1     | Comunicaciones    | Tres de Febrero     | 28 de agosto | 15:30    |
| Colegiales                  | 1 - 0     | Los Andes         | Colegiales          | 29 de agosto | 21:10    |
| Libre: Argentino de Quilmes |           |                   |                     |              |          |

| Fecha 12             | Fecha 12  | Fecha 12           | Fecha 12                  | Fecha 12        | Fecha 12 |
| Local                | Resultado | Visitante          | Estadio                   | Fecha           | Hora     |
| -------------------- | --------- | ------------------ | ------------------------- | --------------- | -------- |
| Cañuelas             | 1 - 1     | Acassuso           | Jorge Arin                | 1 de septiembre | 15:30    |
| Argentino de Quilmes | 2 - 1     | Colegiales         | Argentino de Quilmes      | 2 de septiembre | 11:00    |
| Deportivo Merlo      | 1 - 0     | Sacachispas        | José Manuel Moreno        | 2 de septiembre | 13:45    |
| Comunicaciones       | 0 - 1     | Argentino de Merlo | Alfredo Ramos             | 2 de septiembre | 15:30    |
| Ituzaingó            | 1 - 0     | Fénix              | Carlos Sacaan             | 2 de septiembre | 15:30    |
| Deportivo Armenio    | 2 - 0     | San Miguel         | Armenia                   | 3 de septiembre | 12:30    |
| UAI Urquiza          | 0 - 1     | Talleres (RdE)     | Monumental de Villa Lynch | 3 de septiembre | 13:10    |
| Los Andes            | 1 - 1     | Villa San Carlos   | Eduardo Gallardón         | 3 de septiembre | 15:30    |
| Libre: Dock Sud      |           |                    |                           |                 |          |

| Fecha 13           | Fecha 13  | Fecha 13             | Fecha 13            | Fecha 13         | Fecha 13 |
| Local              | Resultado | Visitante            | Estadio             | Fecha            | Hora     |
| ------------------ | --------- | -------------------- | ------------------- | ---------------- | -------- |
| San Miguel         | 2 - 1     | Los Andes            | Malvinas Argentinas | 9 de septiembre  | 13:35    |
| Villa San Carlos   | 1 - 3     | Argentino de Quilmes | Genacio Sálice      | 9 de septiembre  | 15:30    |
| Acassuso           | 0 - 0     | Comunicaciones       | Armenia             | 9 de septiembre  | 15:30    |
| Dock Sud           | 2 - 0     | UAI Urquiza          | De los Inmigrantes  | 9 de septiembre  | 15:30    |
| Sacachispas        | 0 - 1     | Deportivo Armenio    | Beto Larrosa        | 10 de septiembre | 13:00    |
| Talleres (RdE)     | 1 - 0     | Cañuelas             | Pablo Comelli       | 10 de septiembre | 15:30    |
| Fénix              | 2 - 0     | Deportivo Merlo      | Tres de Febrero     | 11 de septiembre | 15:30    |
| Argentino de Merlo | 0 - 0     | Ituzaingó            | Merlo               | 11 de septiembre | 20:00    |
| Libre: Colegiales  |           |                      |                     |                  |          |

| Fecha 14             | Fecha 14  | Fecha 14           | Fecha 14             | Fecha 14         | Fecha 14 |
| Local                | Resultado | Visitante          | Estadio              | Fecha            | Hora     |
| -------------------- | --------- | ------------------ | -------------------- | ---------------- | -------- |
| Cañuelas             | 2 - 2     | Dock Sud           | Jorge Arin           | 16 de septiembre | 15:30    |
| Comunicaciones       | 0 - 2     | Talleres (RdE)     | Alfredo Ramos        | 16 de septiembre | 15:30    |
| Deportivo Merlo      | 1 - 1     | Argentino de Merlo | José Manuel Moreno   | 16 de septiembre | 15:30    |
| Deportivo Armenio    | 0 - 1     | Fénix              | Armenia              | 16 de septiembre | 15:30    |
| Los Andes            | 3 - 1     | Sacachispas        | Eduardo Gallardón    | 16 de septiembre | 15:30    |
| Ituzaingó            | 0 - 2     | Acassuso           | Carlos Sacaan        | 16 de septiembre | 15:30    |
| Colegiales           | 1 - 1     | Villa San Carlos   | Colegiales           | 17 de septiembre | 15:30    |
| Argentino de Quilmes | 0 - 1     | San Miguel         | Argentino de Quilmes | 18 de septiembre | 15:30    |
| Libre: UAI Urquiza   |           |                    |                      |                  |          |

| Fecha 15                | Fecha 15  | Fecha 15             | Fecha 15                  | Fecha 15         | Fecha 15 |
| Local                   | Resultado | Visitante            | Estadio                   | Fecha            | Hora     |
| ----------------------- | --------- | -------------------- | ------------------------- | ---------------- | -------- |
| Talleres (RdE)          | 3 - 0     | Ituzaingó            | Pablo Comelli             | 23 de septiembre | 12:00    |
| San Miguel              | 2 - 2     | Colegiales           | Malvinas Argentinas       | 23 de septiembre | 13:00    |
| Argentino de Merlo      | 0 - 0     | Deportivo Armenio    | Merlo                     | 23 de septiembre | 15:30    |
| Acassuso                | 1 - 1     | Deportivo Merlo      | Armenia                   | 23 de septiembre | 15:30    |
| UAI Urquiza             | 2 - 1     | Cañuelas             | Monumental de Villa Lynch | 23 de septiembre | 15:30    |
| Sacachispas             | 0 - 3     | Argentino de Quilmes | Beto Larrosa              | 24 de septiembre | 15:30    |
| Dock Sud                | 1 - 1     | Comunicaciones       | De los Inmigrantes        | 25 de septiembre | 15:30    |
| Fénix                   | 1 - 2     | Los Andes            | Tres de Febrero           | 26 de septiembre | 21:10    |
| Libre: Villa San Carlos |           |                      |                           |                  |          |

| Fecha 16             | Fecha 16  | Fecha 16           | Fecha 16             | Fecha 16         | Fecha 16 |
| Local                | Resultado | Visitante          | Estadio              | Fecha            | Hora     |
| -------------------- | --------- | ------------------ | -------------------- | ---------------- | -------- |
| Deportivo Armenio    | 2 - 0     | Acassuso           | Armenia              | 30 de septiembre | 15:30    |
| Colegiales           | 1 - 1     | Sacachispas        | Colegiales           | 30 de septiembre | 15:30    |
| Villa San Carlos     | 1 - 2     | San Miguel         | Genacio Sálice       | 30 de septiembre | 15:30    |
| Los Andes            | 2 - 0     | Argentino de Merlo | Eduardo Gallardón    | 1 de octubre     | 11:00    |
| Argentino de Quilmes | 2 - 1     | Fénix              | Argentino de Quilmes | 1 de octubre     | 11:00    |
| Ituzaingó            | 1 - 0     | Dock Sud           | Carlos Sacaan        | 2 de octubre     | 15:00    |
| Comunicaciones       | 0 - 0     | UAI Urquiza        | Alfredo Ramos        | 2 de octubre     | 15:30    |
| Deportivo Merlo      | 0 - 0     | Talleres (RdE)     | José Manuel Moreno   | 3 de octubre     | 15:30    |
| Libre: Cañuelas      |           |                    |                      |                  |          |

| Fecha 17           | Fecha 17  | Fecha 17             | Fecha 17                  | Fecha 17     | Fecha 17 |
| Local              | Resultado | Visitante            | Estadio                   | Fecha        | Hora     |
| ------------------ | --------- | -------------------- | ------------------------- | ------------ | -------- |
| UAI Urquiza        | 2 - 2     | Ituzaingó            | Monumental de Villa Lynch | 7 de octubre | 15:00    |
| Sacachispas        | 2 - 1     | Villa San Carlos     | Beto Larrosa              | 9 de octubre | 15:00    |
| Fénix              | 1 - 1     | Colegiales           | Tres de Febrero           | 9 de octubre | 15:00    |
| Argentino de Merlo | 1 - 0     | Argentino de Quilmes | Merlo                     | 9 de octubre | 15:00    |
| Acassuso           | 1 - 1     | Los Andes            | Armenia                   | 9 de octubre | 15:00    |
| Talleres (RdE)     | 0 - 0     | Deportivo Armenio    | Pablo Comelli             | 9 de octubre | 15:00    |
| Dock Sud           | 1 - 2     | Deportivo Merlo      | De los Inmigrantes        | 9 de octubre | 15:00    |
| Cañuelas           | 0 - 1     | Comunicaciones       | Jorge Arin                | 9 de octubre | 15:00    |
| Libre: San Miguel  |           |                      |                           |              |          |

|  |

## Final
Se disputó a doble partido. El que obtuvo mejor ubicación en la Tabla general de posiciones hizo de local en el desquite. El ganador se consagró campeón y logró el ascenso. El perdedor pasó a las semifinales del Torneo reducido.
| Partidos                                                             | Partidos  | Partidos       | Partidos            | Partidos      | Partidos |
| Local                                                                | Resultado | Visitante      | Estadio             | Fecha         | Hora     |
| -------------------------------------------------------------------- | --------- | -------------- | ------------------- | ------------- | -------- |
| Talleres (RdE)                                                       | 0 - 0     | San Miguel     | Pablo Comelli       | 16 de octubre | 17:45    |
| San Miguel                                                           | 0 - 1     | Talleres (RdE) | Malvinas Argentinas | 28 de octubre | 14:30    |
| Talleres (RdE) se consagró campeón y ascendió a la Primera Nacional. |           |                |                     |               |          |

## Tabla general de posiciones
Fue la sumatoria de ambas fases, Apertura y Clausura. Se utilizó para establecer los clasificados al Torneo reducido, el descendido a la Primera C y los cinco clasificados a la Copa Argentina 2024.
| Pos. | Equipo               | Pts. | PJ | PG | PE | PP | GF | GC | Dif. |
| ---- | -------------------- | ---- | -- | -- | -- | -- | -- | -- | ---- |
| 1.º  | San Miguel           | 60   | 32 | 17 | 9  | 6  | 44 | 24 | 20   |
| 2.º  | Talleres (RdE)       | 58   | 32 | 16 | 10 | 6  | 31 | 17 | 14   |
| 3.º  | Argentino de Quilmes | 49   | 32 | 14 | 7  | 11 | 35 | 33 | 2    |
| 4.º  | Los Andes            | 48   | 32 | 12 | 12 | 8  | 37 | 23 | 14   |
| 5.º  | Comunicaciones       | 48   | 32 | 12 | 12 | 8  | 34 | 31 | 3    |
| 6.º  | Deportivo Armenio    | 46   | 32 | 11 | 13 | 8  | 35 | 26 | 9    |
| 7.º  | Argentino de Merlo   | 44   | 32 | 11 | 11 | 10 | 30 | 24 | 6    |
| 8.º  | Acassuso             | 44   | 32 | 9  | 17 | 6  | 26 | 24 | 2    |
| 9.º  | Dock Sud             | 42   | 32 | 10 | 12 | 10 | 38 | 36 | 2    |
| 10.º | Fénix                | 39   | 32 | 11 | 6  | 15 | 27 | 30 | −3   |
| 11.º | Colegiales           | 38   | 32 | 9  | 11 | 12 | 30 | 37 | −7   |
| 12.º | Villa San Carlos     | 37   | 32 | 8  | 13 | 11 | 38 | 42 | −4   |
| 13.º | UAI Urquiza          | 36   | 32 | 9  | 9  | 14 | 32 | 36 | −4   |
| 14.º | Sacachispas          | 36   | 32 | 8  | 12 | 12 | 22 | 28 | −6   |
| 15.º | Deportivo Merlo      | 35   | 32 | 8  | 11 | 13 | 28 | 47 | −19  |
| 16.º | Cañuelas             | 32   | 32 | 6  | 14 | 12 | 24 | 35 | −11  |
| 17.º | Ituzaingó            | 29   | 32 | 6  | 11 | 15 | 16 | 34 | −18  |

|  | Ganador del Torneo Apertura. Perdió la final por el título de campeón. Clasificó a la Copa Argentina 2024. |
|  | Ganador del Torneo Clausura. Campeón. Clasificó a la Copa Argentina 2024.                                  |
|  | Clasificaron a la primera fase del torneo reducido, y a la Copa Argentina 2024.                            |
|  | Clasificaron a la primera fase del torneo reducido.                                                        |
|  | Descendió a la Primera C.                                                                                  |

## Torneo reducido

### Cuadro de desarrollo
|  | Primera fase        | Primera fase         | Primera fase        | Primera fase         | Primera fase        |   |       | Semifinales          | Semifinales          | Semifinales          | Semifinales          | Semifinales          |  |   | Final                | Final                | Final                | Final                | Final                |  |
|  | 14 al 29 de octubre | 14 al 29 de octubre  | 14 al 29 de octubre | 14 al 29 de octubre  | 14 al 29 de octubre |   |       | 4 al 11 de noviembre | 4 al 11 de noviembre | 4 al 11 de noviembre | 4 al 11 de noviembre | 4 al 11 de noviembre |  |   | 20 y 25 de noviembre | 20 y 25 de noviembre | 20 y 25 de noviembre | 20 y 25 de noviembre | 20 y 25 de noviembre |  |
|  |                     |                      |                     |                      |                     |   |       |                      |                      |                      |                      |                      |  |   |                      |                      |                      |                      |                      |  |
|  |                     |                      |                     |                      |                     |   |       |                      |                      |                      |                      |                      |  |   |                      |                      |                      |                      |                      |  |
|  |                     |                      |                     |                      |                     |   |       |                      |                      |                      |                      |                      |  |   |                      |                      |                      |                      |                      |  |
|  |                     |                      |                     |                      |                     |   |       |                      |                      |                      |                      |                      |  |   |                      |                      |                      |                      |                      |  |
|  |                     |                      |                     |                      |                     |   |       |                      |                      |                      |                      |                      |  |   |                      |                      |                      |                      |                      |  |
|  |                     | 1                    | San Miguel          | 1                    | 0                   | 1 |       |                      |                      |                      |                      |                      |  |   |                      |                      |                      |                      |                      |  |
|  |                     |                      |                     |                      |                     | 1 |       |                      |                      |                      |                      |                      |  |   |                      |                      |                      |                      |                      |  |
|  |                     |                      | 4                   | Deportivo Armenio    | 0                   | 0 | 0     |                      |                      |                      |                      |                      |  |   |                      |                      |                      |                      |                      |  |
|  | 3                   | Comunicaciones       | 4                   | Deportivo Armenio    | 0                   | 0 | 0     | 0                    | 0                    | 0                    |                      |                      |  |   |                      |                      |                      |                      |                      |  |
|  | 3                   | Comunicaciones       |                     |                      |                     |   |       |                      |                      | 0                    |                      |                      |  |   |                      |                      |                      |                      |                      |  |
|  | 4                   | Deportivo Armenio    | 0                   | 3                    | 3                   |   |       |                      |                      |                      |                      |                      |  |   |                      |                      |                      |                      |                      |  |
|  | 4                   | Deportivo Armenio    | 0                   | 3                    | 3                   |   |       |                      |                      |                      |                      |                      |  | 1 | San Miguel           | 0                    | 1                    | 1 (4)                |                      |  |
|  |                     |                      |                     |                      |                     |   |       |                      |                      |                      |                      |                      |  | 1 | San Miguel           | 0                    | 1                    | 1 (4)                |                      |  |
|  |                     |                      | 2                   | Argentino de Quilmes | 0                   | 1 | 1 (2) |                      |                      |                      |                      |                      |  |   |                      |                      |                      |                      |                      |  |
|  | 1                   | Argentino de Quilmes | 2                   | Argentino de Quilmes | 0                   | 1 | 1 (2) | 1                    | 1                    | 2 (4)                |                      |                      |  |   |                      |                      |                      |                      |                      |  |
|  | 1                   | Argentino de Quilmes |                     |                      |                     |   |       |                      |                      | 2 (4)                |                      |                      |  |   |                      |                      |                      |                      |                      |  |
|  | 6                   | Acassuso             | 1                   | 1                    | 2 (3)               |   |       |                      |                      |                      |                      |                      |  |   |                      |                      |                      |                      |                      |  |
|  | 6                   | Acassuso             | 1                   | 1                    | 2 (3)               |   | 2     | Argentino de Quilmes | 1                    | 2                    | 3                    |                      |  |   |                      |                      |                      |                      |                      |  |
|  |                     |                      |                     |                      |                     |   | 2     | Argentino de Quilmes | 1                    | 2                    | 3                    |                      |  |   |                      |                      |                      |                      |                      |  |
|  |                     |                      | 3                   | Los Andes            | 0                   | 0 | 0     |                      |                      |                      |                      |                      |  |   |                      |                      |                      |                      |                      |  |
|  | 2                   | Los Andes            | 3                   | Los Andes            | 0                   | 0 | 0     | 2                    | 1                    | 3                    |                      |                      |  |   |                      |                      |                      |                      |                      |  |
|  | 2                   | Los Andes            |                     |                      |                     |   |       |                      |                      | 3                    |                      |                      |  |   |                      |                      |                      |                      |                      |  |
|  | 5                   | Argentino de Merlo   | 2                   | 0                    | 2                   |   |       |                      |                      |                      |                      |                      |  |   |                      |                      |                      |                      |                      |  |
|  | 5                   | Argentino de Merlo   | 2                   | 0                    | 2                   |   |       |                      |                      |                      |                      |                      |  |   |                      |                      |                      |                      |                      |  |
|  |                     |                      |                     |                      |                     |   |       |                      |                      |                      |                      |                      |  |   |                      |                      |                      |                      |                      |  |

### Primera fase
Participaron los seis equipos ubicados en los primeros puestos de la tabla general -excluidos los ganadores del Apertura y el Clausura-, los que se ordenaron en base al lugar ocupado, enfrentándose los mejor con los peor ubicados, sucesivamente (1 con 6, 2 con 5 y 3 con 4). Los enfrentamientos fueron a doble partido, y el mejor ubicado fue local en el desquite. En caso de empate, la definición se operó mediante la ejecución de tiros desde el punto penal. Los tres ganadores pasaron a las semifinales.

#### Tabla de ordenamiento
Se confeccionó según la ubicación de los equipos en la tabla general acumulada.
| Orden | Equipo               | Pos. |
| ----- | -------------------- | ---- |
| 1     | Argentino de Quilmes | 3.º  |
| 2     | Los Andes            | 4.º  |
| 3     | Comunicaciones       | 5.º  |
| 4     | Deportivo Armenio    | 6.º  |
| 5     | Argentino de Merlo   | 7.º  |
| 6     | Acassuso             | 8.º  |

#### Partidos
| 14 de octubre, 15:05 | Deportivo Armenio | 0:0 (0:0) | Comunicaciones | Estadio Armenia, Ingeniero Maschwitz |                               |
|                      |                   | Reporte   |                | Árbitro(s): Juan Cruz Robledo        | Árbitro(s): Juan Cruz Robledo |

| 28 de octubre, 15:30 | Comunicaciones | 0:3 (0:1) (Global 0:3) | Deportivo Armenio                                | Estadio Alfredo Ramos, Buenos Aires |                            |
|                      |                | Reporte                | 28' (pen.) Montani · 83' Herrera · 90+4' Almanza | Árbitro(s): Mauro Biasutto          | Árbitro(s): Mauro Biasutto |

| 14 de octubre, 18:00 | Argentino de Merlo        | 2:2 (0:2) | Los Andes              | Estadio Juan Carlos Brieva, Merlo |                             |
|                      | Scisci 60' · Tomasini 87' | Reporte   | 8' Pérez · 21' Viglino | Árbitro(s): Gastón Iglesias       | Árbitro(s): Gastón Iglesias |

| 28 de octubre, 15:40 | Los Andes    | 1:0 (1:0) (Global 3:2) | Argentino de Merlo | Estadio Eduardo Gallardón, Lomas de Zamora |                            |
|                      | Carrasco 42' | Reporte                |                    | Árbitro(s): Marcos Recalde                 | Árbitro(s): Marcos Recalde |

| 16 de octubre, 15:30 | Acassuso       | 1:1 (0:0) | Argentino de Quilmes | Estadio Armenia, Ingeniero Maschwitz |                            |
|                      | Barbieri 90+1' | Reporte   | 56' Da Rosa          | Árbitro(s): Mauro Biasutto           | Árbitro(s): Mauro Biasutto |

| 29 de octubre, 15:30 | Argentino de Quilmes                          | 1:1 (1:1) (4:3 p.)(Global 2:2) | Acassuso                                         | Estadio Argentino de Quilmes, Quilmes |                             |
|                      | Da Rosa 42'                                   | Reporte                        | 27' Silguero                                     | Árbitro(s): Gonzalo Pereira           | Árbitro(s): Gonzalo Pereira |
|                      |                                               | Tiros desde el punto penal     |                                                  |                                       |                             |
|                      | López · Lando · Villacorta · Pezzani · Méndez |                                | Pipino · Parodi · Silguero · Gutiérrez · Dordoni |                                       |                             |

### Semifinales
Participaron los tres equipos clasificados de la Primera fase y el perdedor de la Final por el campeonato, los que se ordenaron en base al lugar ocupado en la tabla general, enfrentándose los mejor con los peor ubicados, sucesivamente (1 con 4 y 2 con 3). Los enfrentamientos fueron a doble partido, y el mejor ubicado fue local en el desquite. Los dos ganadores pasaron a la final.

#### Tabla de ordenamiento
Se confeccionó según la ubicación de los equipos en la tabla general acumulada.
| Orden | Equipo               | Pos. |
| ----- | -------------------- | ---- |
| 1     | San Miguel           | 1.º  |
| 2     | Argentino de Quilmes | 3.º  |
| 3     | Los Andes            | 4.º  |
| 4     | Deportivo Armenio    | 6.º  |

#### Partidos
| 5 de noviembre, 13:00 | Deportivo Armenio | 0:1 (0:0) | San Miguel  | Estadio Armenia, Ingeniero Maschwitz |                             |
|                       |                   | Reporte   | 78' Ferrero | Árbitro(s): Mariano Negrete          | Árbitro(s): Mariano Negrete |

| 11 de noviembre, 14:30 | San Miguel | 0:0 (Global 1:0) | Deportivo Armenio | Estadio Malvinas Argentinas, Los Polvorines |                           |
|                        |            | Reporte          |                   | Árbitro(s): Daniel Zamora                   | Árbitro(s): Daniel Zamora |

| 4 de noviembre, 14:15 | Los Andes | 0:1 (0:1) | Argentino de Quilmes | Estadio Eduardo Gallardón, Lomas de Zamora |                                |
|                       |           | Reporte   | 40' Lando            | Árbitro(s): Juan Pablo Loustau             | Árbitro(s): Juan Pablo Loustau |

| 11 de noviembre, 15:30 | Argentino de Quilmes          | 2:0 (0:0) (Global 3:0) | Los Andes | Estadio Argentino de Quilmes, Quilmes |                             |
|                        | Martínez 63' · Villacorta 66' | Reporte                |           | Árbitro(s): Javier Delbarba           | Árbitro(s): Javier Delbarba |

### Final
Participaron los dos equipos clasificados de las semifinales, los que se ordenaron en base al lugar ocupado en la tabla general. El enfrentamiento fue a doble partido, y el mejor ubicado fue local en el desquite. Debido a que se produjo un empate en el global, la definición se operó mediante la ejecución de tiros desde el punto penal. El ganador jugará un repechaje por el tercer ascenso a la Primera Nacional contra el perdedor de la final del Torneo Federal A.

#### Tabla de ordenamiento
Se confeccionó según la ubicación de los equipos en la tabla general acumulada.
| Orden | Equipo               | Pos. |
| ----- | -------------------- | ---- |
| 1     | San Miguel           | 1.º  |
| 2     | Argentino de Quilmes | 3.º  |

#### Partidos
| 20 de noviembre, 17:00 | Argentino de Quilmes | 0:0     | San Miguel | Estadio de Argentino de Quilmes, Quilmes |                          |
|                        |                      | Reporte |            | Árbitro(s): Felipe Viola                 | Árbitro(s): Felipe Viola |

| 25 de noviembre, 17:00                                                                                   | San Miguel                           | 1:1 (1:0) (4:2 p.)(Global 1:1) | Argentino de Quilmes                  | Estadio Malvinas Argentinas, Los Polvorines |                            |
| | Díaz 42'                             | Reporte                        | 81' Martínez                          | Árbitro(s): Ignacio Lupani                  | Árbitro(s): Ignacio Lupani |
| |                                      | Tiros desde el punto penal     |                                       |                                             |                            |
| | Rentería · Melillo · Chávez · Muller |                                | López · Vivas · Villacorta · Martínez |                                             |                            |
| San Miguel se consagró ganador del Torneo reducido y jugará por el tercer ascenso a la Primera Nacional. |                                      |                                |                                       |                                             |                            |

## Definición del tercer ascenso a la Primera Nacional
La disputaron San Miguel, ganador del torneo reducido y Douglas Haig, perdedor de la Final del Torneo Federal A 2023, en estadio neutral, a un solo partido. Al haber terminado empatado, se jugó un tiempo suplementario. Al persistir la igualdad, se ejecutaron tiros desde el punto penal. El ganador ascendió a la Primera Nacional.
| Partido                                   | Partido       | Partido      | Partido                 | Partido         | Partido |
| Equipo 1                                  | Resultado     | Equipo 2     | Estadio                 | Fecha           | Hora    |
| ----------------------------------------- | ------------- | ------------ | ----------------------- | --------------- | ------- |
| San Miguel                                | (6) 0 - 0 (5) | Douglas Haig | Ciudad de Vicente López | 12 de diciembre | 17:00   |
| San Miguel ascendió a la Primera Nacional |               |              |                         |                 |         |

|  |

## Goleadores
| Jugador           | Equipo         | Goles | Jugada | Cabeza | T. libre | Penal |
| ----------------- | -------------- | ----- | ------ | ------ | -------- | ----- |
| Lautaro Villegas  | Talleres (RdE) | 13    | 9      | 2      | 0        | 2     |
| Sebastián Vivas   | Dock Sud       | 13    | 9      | 2      | 0        | 2     |
| Ivo Constantino   | Comunicaciones | 11    | 8      | 2      | 0        | 1     |
| Ezequiel Melillo  | San Miguel     | 10    | 9      | 1      | 0        | 1     |
| Federico Martínez | Colegiales     | 10    | 1      | 3      | 0        | 6     |